# Kolsø (Sydslesvig)
Kolsø, Koldsø (dansk) eller Kollsee (tysk) er en lille cirka 2 hektar stor indsø i det nordlige Tyskland, beliggende i delstaten Slesvig-Holsten, 500 meter sydvest for landsbyen Koslev i det østlige Sydslesvig. Kolsø indgår som afløbsløst dødishul  i en kæde af søer, der strækker sig fra Vindeby Nor til Slien og markerer den sydlige grænse af halvøen Svans. De andre søer er Snapsø, Birkesø, Bulsø og Langsø. Vegetationen ved Kolsøen er særdeles artsrig med flere sjældne plantearter.
Ved Kolsøen fandtes en stilling under Treårskrigen. Sønavnet er første gang dokumenteret omkring 1600. Forleddet henføres adj. kold.